# Hagenest (Regis-Breitingen)
Hagenest ist ein zum Ortsteil Ramsdorf gehöriger Ort der Stadt Regis-Breitingen im Landkreis Leipzig (Freistaat Sachsen). Zum Ortsteil Ramsdorf gehört neben Ramsdorf und Hagenest auch der Ort Wildenhain, der 1948 nach Hagenest eingemeindet wurde. Die zu Hagenest gehörige Löschützmühle musste 1957/58 dem Tagebau Schleenhain weichen.

## Geografie
Hagenest liegt an der Landesgrenze von Sachsen zu Thüringen zwischen Lucka im Altenburger Land im Westen und Regis-Breitingen im Osten. Östlich des Nachbarorts Wildenhain liegt der Haselbacher See, der beide Orte von Regis-Breitingen trennt. Nördlich von Hagenest verläuft die Schnauder.
Hagenest liegt im Mitteldeutschen Braunkohlerevier, aufgrund dessen der Ort zur Zeit des aktiven Braunkohleabbaus von mehreren Seiten von Tagebauen umgeben war. Heute sind diese Flächen renaturiert, nur im Norden ist der Tagebau Vereinigtes Schleenhain noch aktiv.

## Geschichte
Hagenest wurde 1260 erstmals urkundlich erwähnt. Der älteste Teil des von Slawen gegründeten Dorfs besteht aus einem Rundling. Seit dem 13. Jahrhundert hatte die adlige Familie von Hagenest ihren Stammsitz im Ort. 1526 erwarben sie das benachbarte Rittergut Teuritz.
Der Besitz derer von Hagenest um ihren Stammort, d. h. der Ort und das Rittergut Hagenest sowie das Rittergut Teuritz gehörten wie die benachbarten Orte Wildenhain und Nehmitz bis 1815 als Exklaven zum Amt Zeitz, das seit 1561 unter kursächsischer Hoheit stand und zwischen 1656/57 und 1718 zum Sekundogenitur-Fürstentum Sachsen-Zeitz gehörte. Der Ort Teuritz selbst gehörte jedoch zum Amt Altenburg im Herzogtum Sachsen-Altenburg bzw. Sachsen-Gotha-Altenburg. Die von Hagenest besaßen das Rittergut von Hagenest bis in das 18. Jahrhundert. Danach waren die Familien Kirchbach, Schubert, Joseph und Ehrlich die Besitzer.
Mit der Ernennung des Kurfürstentums Sachsen zum Königreich gehörte Hagenest ab 1806 zum Königreich Sachsen. 1814 wurde das Naumburg-Zeitzer Stiftsgebiet als Teil des Königreichs Sachsen unter Generalgouverneur Nikolai Grigorjewitsch Repnin-Wolkonski aufgelöst. Nach der Niederlage Napoleons musste das mit ihm verbündete Königreich Sachsen nach dem Beschluss des Wiener Kongresses im Jahr 1815 einen großen Teil seines Gebietes, darunter das Amt Zeitz, an das Königreich Preußen abtreten. Die östlichen Exklavenorte, d. h. das Amt Breitingen mit Regis, Breitingen und Blumroda und die Zeitzer Amtsorte Nehmitz, Hagenest, Wildenhain und das Rittergut Teuritz verblieben bei Sachsen und wurden dem Amt Borna angegliedert.
1856 kamen Dorf und Rittergut Hagenest zum Gerichtsamt Borna und 1875 zur Amtshauptmannschaft Borna. Zu Beginn des 20. Jahrhunderts setzte um Hagenest der Braunkohlebergbau ein. 1898 eröffnete im Nachbarort Ramsdorf ein Braunkohlewerk. Nach 1945 wurde ein Großteil des Ritterguts Hagenest abgerissen. Übrig blieb einzig ein Wirtschaftsgebäude, das sich heute in Privatbesitz befindet.
Am 1. Oktober 1948 wurde Wildenhain nach Hagenest eingemeindet. 1952 kam Hagenest zum Kreis Borna im Bezirk Leipzig. Die Eingemeindung von Hagenest mit Wildenhain nach Ramsdorf erfolgte am 1. August 1973. Mitte des 20. Jahrhunderts wurden um den Ort mehrere Großtagebaue aufgeschlossen. Dies waren die Tagebaue Ruppersdorf (1944–1957) und Phönix-Ost (1940–1963) im Süden, der Tagebau Haselbach (1955–1977) im Osten und der Tagebau Schleenhain (1949–1994) im Norden. Letzterer wird seit 1994 als Tagebau Vereinigtes Schleenhain fortgesetzt. Durch ihn wurde im Jahr 1957/58 die zu Hagenest gehörige „Löschützmühle“ devastiert. 20 Personen wurden dabei umgesiedelt.
1990 gehörte Hagenest als Teil der Gemeinde Ramsdorf wieder zum sächsischen Landkreis Borna, der 1994 im Landkreis Leipziger Land aufging. Mit der Eingemeindung von Ramsdorf nach Regis-Breitingen am 1. Januar 1999 wurde Ramsdorf mit Hagenest und Wildenhain ein Ortsteil der Stadt Regis-Breitingen.

## Sehenswürdigkeiten
- Wasserturm Hagenest

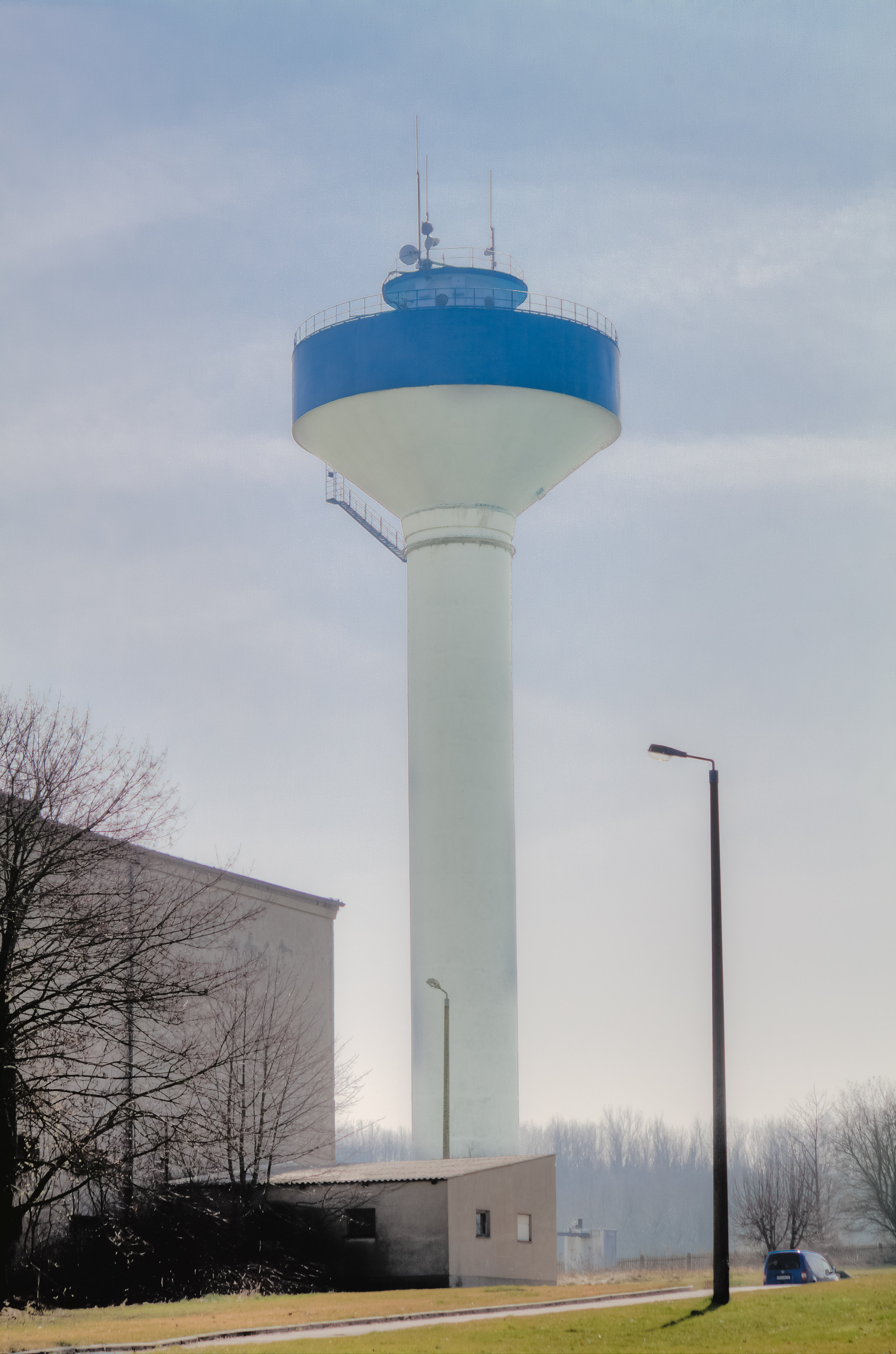
Wasserturm

- Teiche und Luthereiche: In Hagenest gibt es zwei Teiche, die Ober- und Unterteich genannt werden. Am Unterteich befindet sich eine Luthereiche, die im Jahr 1846 aus Anlass des 300. Todestages von Martin Luther gepflanzt wurde.